# Ludwik Grzebień

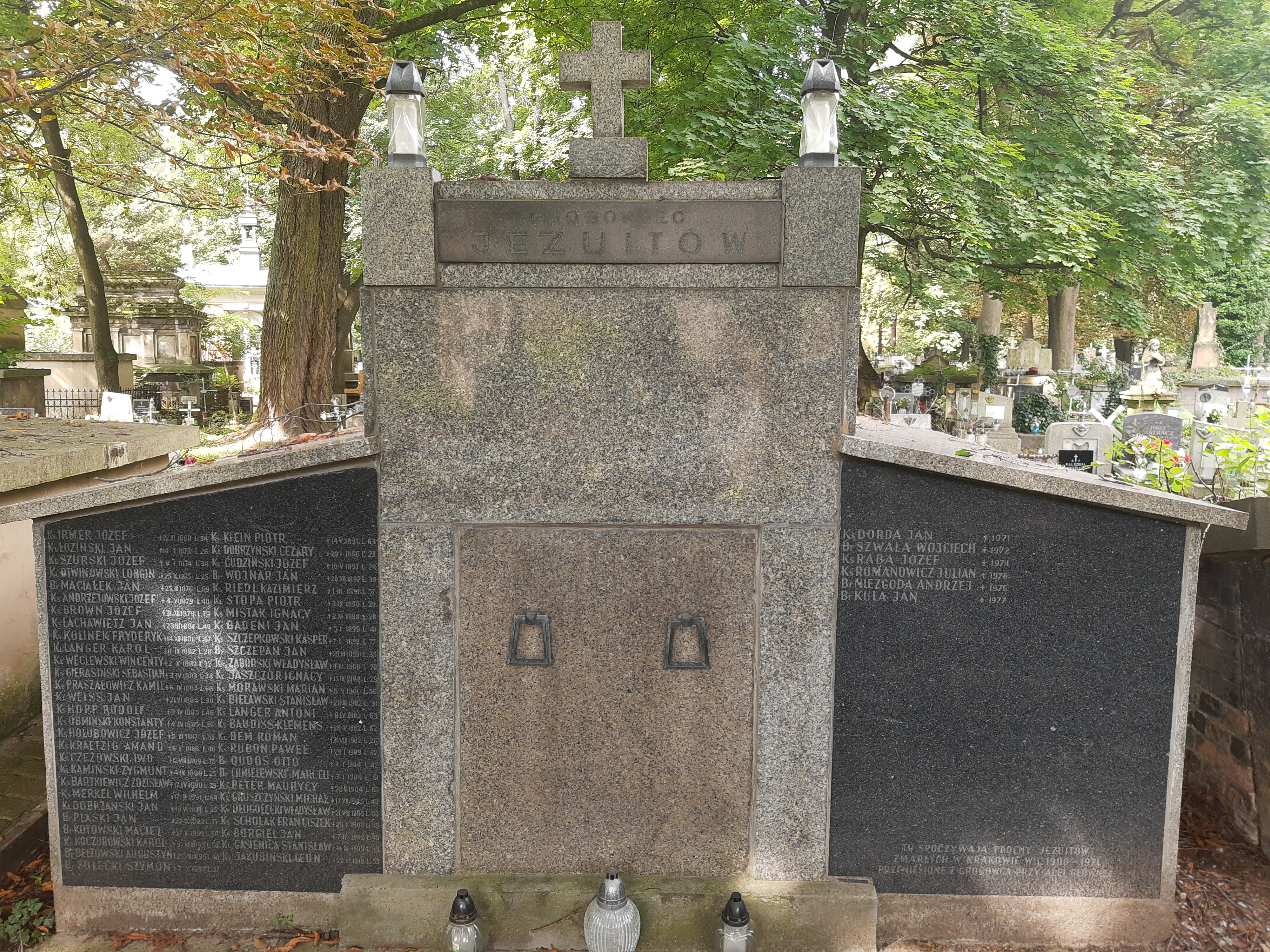
Grobowiec jezuitów na cmentarzu Rakowickim

Ludwik Grzebień (ur. 15 sierpnia 1939 w Tułkowicach, zm. 30 marca 2020 w Krakowie) – jezuita, historyk Kościoła katolickiego, rektor Wyższej Szkoły Filozoficzno-Pedagogicznej „Ignatianum” w Krakowie w latach 2004–2010.

## Życiorys
Ludwik Grzebień wstąpił do Towarzystwa Jezusowego 8 sierpnia 1956 w Starej Wsi, święcenia kapłańskie przyjął 17 czerwca 1967 w Warszawie. Studiował filozofię na Wydziale Filozoficznym Towarzystwa Jezusowego w Krakowie (1961–1964), teologię na Wydziale Teologicznym „Bobolanum” w Warszawie (1964–1968) oraz historię w Instytucie Historii Kościoła KUL (1967–1970). W 1971 uzyskał stopień doktora historii Kościoła, w 1978 – doktora habilitowanego nauk teologicznych w zakresie historii Kościoła, a w 1990 – profesora nadzwyczajnego.
Pracował jako asystent przy katedrze nauk pomocniczych historii Kościoła KUL (1972–1973) i prowadził wykłady z zakresu historii Kościoła w ATK w Warszawie (1979–1982). Był dyrektorem Wydawnictwa Apostolstwa Modlitwy w Krakowie (1981–1985). Od 1985 wykładał metodologię i metodykę pracy naukowej na Wydziale Filozoficznym Towarzystwa Jezusowego w Krakowie, gdzie w latach 1988–1994 pełnił urząd dziekana. Był pracownikiem naukowym Papieskiej Akademii Teologicznej w Krakowie. Kierował Biblioteką Pisarzy Towarzystwa Jezusowego w Krakowie. 26 listopada 2014 otrzymał nagrodę Ministra Nauki i Szkolnictwa Wyższego dla nauczycieli akademickich za całokształt dorobku, za osiągnięcia naukowe lub dydaktyczne oraz za osiągnięcia organizacyjne 2014.
Współpracował z redakcją Polskiego Słownika Biograficznego. Opublikował ponad 750 prac naukowych, głównie z dziedziny historii zakonu, w tym 9 książek.
Został pochowany na cmentarzu Rakowickim w Krakowie (pas 37, płd.).

## Wybrane publikacje zwarte
- (red., z Zofią Wilkosz) Wydawnictwo Apostolstwa Modlitwy 1872–1972. Historia, opracowania, bibliografia, Wydawnictwo Apostolstwa Modlitwy, Kraków 1972
- Organizacja bibliotek jezuickich w Polsce od XVI do XVIII w., wyd. I[a], Ośrodek Archiwów, Bibliotek i Muzeów Kościelnych, Lublin 1975
  - wyd. II (poszerzone): WAM, Kraków 2013
- (z Adamem Kozłowieckim) Wśród ludu Zambii, t. 1: Pionierski trud misjonarzy słowiańskich 1881–1969 (współautor), t. 2: Listy z misyjnego frontu (redaktor), WAM, Kraków 1977
- (red.) Słownik polskich teologów katolickich 1918–1981, t. 5–7, Akademia Teologii Katolickiej, Warszawa 1983
- (red.) Burzliwe lata Polonii amerykańskiej. Wspomnienia i listy misjonarzy jezuickich 1864–1913, WAM, Kraków 1983
- (red., z Czesławem Drążkiem) Bóg bliski. Historia i teologia kultu Najświętszego Serca Jezusa, WAM, Kraków 1984
- (red.) Chwalcie z nami Panią Świata. Z dziejów Kościoła na ziemi brzozowskiej, WAM, Kraków 1986
- (red., ze Stanisławem Dydkiem) Jezuicki Ośrodek Tajnego Nauczania w Starej Wsi, Biblioteczka Przemyska, Przemyśl 1989
- (red.) Chyrowiacy, Biblioteczka Przemyska, wyd. I, Kraków 1990
  - wyd. II (poszerzone, red. z Jerzym Kochanowiczem i Janem Niemcem) jako Chyrowiacy. Słownik biograficzny wychowanków Zakładu Naukowo-Wychowawczego OO. Jezuitów w Chyrowie, 1886–1939, WAM, Kraków 2000
- (red.) Sekcja Polska Radia Watykańskiego. Złoty jubileusz 1938–1988, Dyrekcja Generalna i Sekcja Polska Radia Watykańskiego, Rzym 1990
- (red., ze Stanisławem Obirkiem) Jezuici a kultura polska. Materiały sympozjum z okazji Jubileuszu 500-lecia urodzin Ignacego Loyoli (1491–1991) i 450-lecia powstania Towarzystwa Jezusowego (1540–1990), Kraków, 15-17 lutego 1991 r., WAM, Kraków 1993
- Dzieje parafii dobrzechowskiej. Przewodnik, Parafia św. Stanisława Biskupa w Dobrzechowie, Dobrzechów 1995
  - wyd. II (poszerzone) jako Dzieje kościelne parafii Dobrzechów, Wyższa Szkoła Filozoficzno-Pedagogiczna „Ignatianum”, Kraków 2004
- (główny autor) Encyklopedia wiedzy o jezuitach na ziemiach Polski i Litwy 1564–1995, Wydział Filozoficzny Towarzystwa Jezusowego, Kraków 1996 (wersja online)
- Parafia w Strzyżowie i kult Matki Bożej Niepokalanej, WAM, Kraków 1997
- (z Zofią Wilkosz) Wydawnictwo WAM 1972–1997. Historia, bibliografia, WAM, Kraków 1997
- (z Andrzejem Michniakiem) Księża Jezuici w Zakopanem 1898–1998. Dzieje kościoła, cudownego obrazu Matki Bożej Nieustającej Pomocy oraz domu rekolekcyjnego i rezydencji, WAM, Kraków 1998
- (z Andrzejem Biesiem i Markiem Inglotem) Polonica w Archiwum Rzymskim Towarzystwa Jezusowego, 3 t., Ignatianum, Kraków 2002–2006
- Dzieje parafii w Niewodnej, Stowarzyszenie Rodzin Katolickich Diecezji Rzeszowskiej, Rzeszów 2003
- Tułkowice. Dzieje wsi rodzinnej, wyd. II, Wyższa Szkoła Filozoficzno-Pedagogiczna „Ignatianum”, Kraków 2004
- (red.) Podstawowa bibliografia do dziejów Towarzystwa Jezusowego w Polsce, 2 t., WAM, Kraków 2009
- Jezuici polscy w Australii. Południowa Australia 1870–1906, Wiktoria 1950–2012, WAM, Kraków 2012
- Genealogia rodu Kozłowieckich herbu Ostoja. Obraz rodu Dolańskich, Fedorowiczów i Janochów, Fundacja im. Księdza Kardynała Adama Kozłowieckiego „Serce bez Granic”, Majdan Królewski 2014
- Błogosławiony Jan Beyzym. Człowiek i dzieło, WAM, Kraków 2014
- Ksiądz Wawrzyniec Szawan 1887–1962. Duszpasterz i patriota, Towarzystwo Przyjaciół Dobrzechowa, Dobrzechów 2015
- Kościół farny w Strzyżowie, Larus Studio, Rzeszów 2016
- (z Andrzejem Biesiem) Obrazy Matki Bożej Śnieżnej (Salus Populi Romani) w Polsce na przełomie XVI i XVII wieku. Legendy i fakty, WAM, Kraków 2016
- (z Beatą Topij-Stępińską) Konwikt szlachecki w Tarnopolu 1856–1886. Słownik wychowanków, WAM, Kraków 2016
- Inwentarz Archiwum Prowincji Polski Południowej Towarzystwa Jezusowego w Krakowie. Rękopisy do 1820 roku, Ignatianum, Kraków 2017
- (ze Zdzisławem Lecem) Biogramy jezuitów działających na Śląsku i w hrabstwie kłodzkim w XVI–XVIII wieku, 2 t., In Plus, Szczecin 2018